# Hecticoceras puteale
Hecticoceras puteale ist eine Art der Ammoniten (Ammonoidea) aus dem Jura. Die Tiere verfügten als Makroconchen über ein weitnabeliges Gehäuse mit starker Berippung und einfacher Mündung, als Mikroconchen über blasenförmige Tuberkeln. Der Maximaldurchmesser der Art betrug rund 6 cm. Die bekannte Verbreitung erstreckte sich über das Gebiet des südöstlichen Großbritanniens, das damals von einem Nebenmeer der Tethys bedeckt wurde. Erstbeschrieben wurde die Art 1859 von John Leckenby.

## Merkmale
Hecticoceras puteale wies am Makroconch ein leicht weitnabeliges Gehäuse auf, das dicke Windungen und eine relativ starke Berippung besaß. Die gerundeten Rippen zeigen zum Außenbug hin eine keulenartige Verdickung. Die Sekundärrippen verschwinden in Richtung des scharfen Kiels der Externseite des Gehäuses. Die Makroconch-Mündung ist von simpler Gestalt. Mit 60 mm Gesamtdurchmesser waren die Tiere wahrscheinlich ausgewachsen. Der Mikroconch der Art war stärker weitnabelig, hochmündig und mit Mündungsohren versehen. In der Regel waren die Rippen auf den inneren Flankenhälften zu blasenförmigen Tuberkeln umgestaltet, von denen am Außenbug feine Sekundärrippen ausgehen. Die Externseite des Mikroconchs war einfach gekielt, die Öffnung war mit Mündungsohren versehen. Die kleineren Tiere maßen ausgewachsen wohl weniger als 30 mm Gehäusedurchmesser.

## Stratigraphie und geographische Verbreitung
Hecticoceras pseudopunctatum kommt in der lamberti-Zone des britischen Juras vor. Besonders häufig ist es dort in der lamberti-Subzone, also dem obersten Abschnitt des Calloviums am Übergang um Oberjura. Die Verbreitung erstreckte sich über das Gebiet des südöstlichen heutigen Großbritanniens.

## Taxonomie und Systematik
Die Art wurde 1859 von John Leckenby aus dem Hackness-Rock-Member des Oxford Clay als Ammonites putealis erstbeschrieben. Hecticoceras puteale wird innerhalb von Hecticoceras in die Untergattung Putealiceras gestellt, deren Typusart es ist. Die Vertreter dieser Gruppe zeichnen sich durch dicke Windungen und starke Berippung an den Makroconchen und eine gekielte Externseite aus.